# 榎本重治

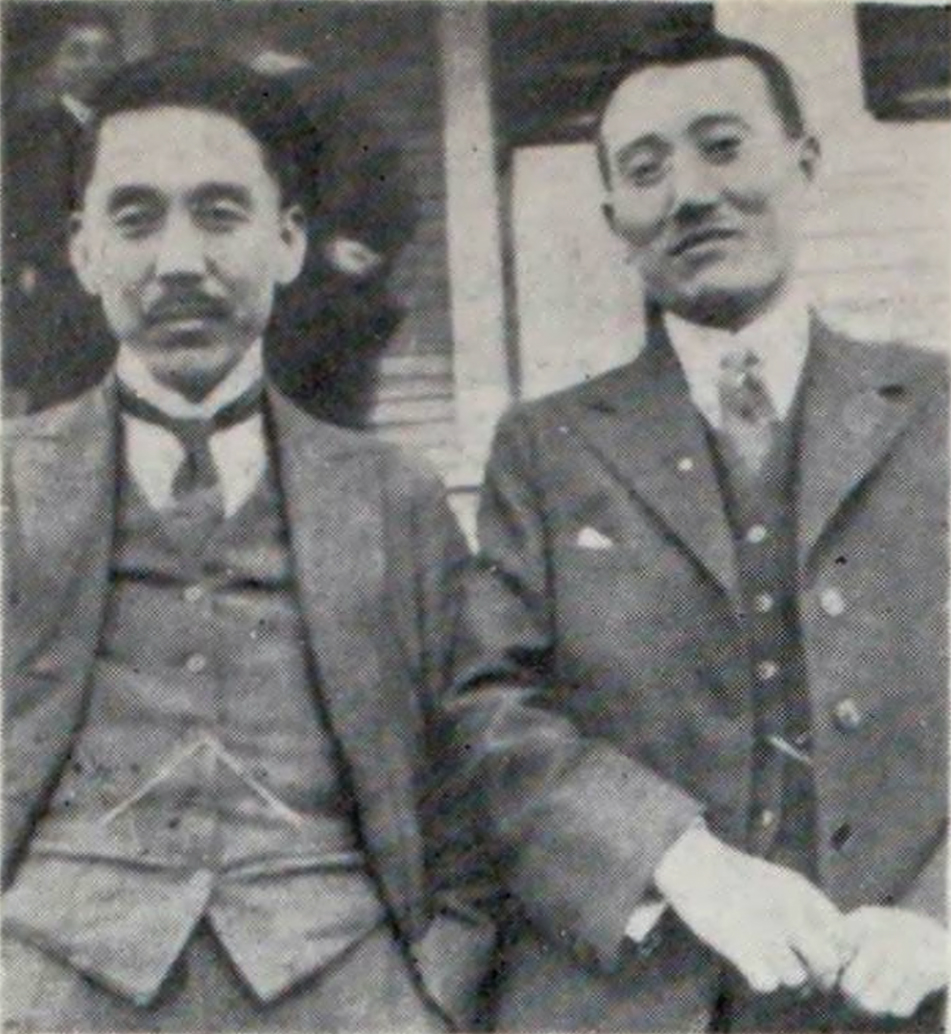
左：堀悌吉 海軍中佐（39歳）、右：榎本重治 海軍書記官（32歳）。大正11年（1922年）1月、カナダ ・ブリティッシュコロンビア州・バンクーバー郊外 ポートヘネー（Port Haney。現：メイプルリッジ地区）にて撮影。

榎本 重治（えのもと じゅうじ、明治23年〈1890年〉1月16日 - 昭和54年〈1979年〉11月30日）は、大日本帝国海軍の海軍書記官（海軍高等文官）、日本の弁護士・国際法学者。

## 生涯

### 海軍書記官（高等官一等、中将相当）
東京府立第三中学校（現：東京都立両国高等学校・附属中学校）、第二高等学校を経て、東京帝国大学法科大学英法科に進み、大正2年（1913年）11月に高等文官試験行政科に合格し、大正3年（1914年）7月に東京帝大を卒業した。
鉄道院書記を経て、大正4年（1915年）10月、大日本帝国海軍の高等文官たる海軍書記官（当時の官名は海軍省参事官）に任官し、高等官七等（奏任官、中尉相当）に叙された。
※ 海軍における榎本の職務は、一貫して「海軍書記官として海軍省大臣官房に勤務し、法令条約を審査すること」であった（→海軍における職務と官歴）。
昭和13年（1938年）10月、高等官一等（勅任官、海軍高等文官の最高位、各省次官〈高等文官〉や陸海軍中将〈高等武官〉に相当）に叙された。
昭和20年（1945年）に帝国海軍が消滅するまでの30年間、海軍省大臣官房で国際法の専門家として重きをなした。海軍省庁舎（東京・霞が関、現：中央合同庁舎第5号館）2階の大臣官房は、中庭に面して大臣室・書記官室（榎本の執務室）・次官室・副官室（大部屋）の4室が並び、廊下に出ずに相互に行き来できる造りであった。
堀悌吉（海軍中将、兵32期）に、その死去に至るまで、公私に渡って兄事していた。
山本五十六（元帥海軍大将、兵32期）、古賀峯一（元帥海軍大将、兵34期）、井上成美（海軍大将、兵37期）との信頼関係が厚かった。

#### 海軍における職務と官歴
海軍書記官の官等は「高等官七等（中尉相当）－高等官三等（大佐相当）」、海軍教授の官等は「高等官七等（中尉相当）－高等官二等（少将相当）」と、それぞれ定められていた。
さらに「高等官二等を最高官等とする勅任文官にして三年以上高等官二等に在職し功績顕著なる者は特に高等官一等に陞叙することを得」（原文は漢字カタカナ）と定められていた。
榎本は、海軍書記官の職務に一貫して就きながら、名目的に海軍教授に転じる（兼ねる）ことで高等官二等（少将相当）に叙されて勅任官に列し、さらに功績顕著なるを以て高等官一等（中将相当）に陞叙されたものである。
榎本自身が、自らの海軍における職務と官歴について、下記のように述べている。
- 大正4年（1915年）10月26日：鉄道院書記から、任 海軍教授 兼 海軍省参事官、叙 高等官七等[9]。
- 大正4年（1915年）10月26日：海軍教授として、賜 十級俸[16]。
- 大正6年（1917年）4月12日：海軍省参事官として、賜 九級俸[17]。
- 大正11年（1922年）9月30日：海軍省参事官として、賜 五級俸[18]。
- 大正13年（1924年）12月20日：海軍書記官として、賜 三級俸[19]。
- 昭和2年（1927年）3月31日：海軍書記官として、賜 二級俸[20]。
- 昭和6年（1931年）4月13日：海軍教授から、補 海軍大学校教官[21]。
- 昭和6年（1931年）9月25日：海軍書記官 兼 海軍教授から、補 海軍教授 兼 海軍書記官[22]。
- 昭和6年（1931年）12月9日：海軍書記官として、かねて命じられていた普通試験委員を免じられた[23]。
- 昭和9年（1934年）9月30日：海軍教授として、賜 一級俸[24]。
- 昭和13年（1938年）10月1日：海軍教授として、叙 高等官一等[11]。
- 昭和17年（1942年）10月13日：海軍教授として、叙 勲一等、授 瑞宝章[25]。

なお、「榎本の帝国海軍における最終官職は、海軍教授である」旨が、官報（昭和23年6月7日付）に記載されている。

### 戦後
公職追放の対象となった（昭和25年〈1950年〉10月13日付で指定解除）。
昭和22年（1947年）に弁護士登録し（第二東京弁護士会）、国際法学者として研究活動に従事した。

#### 海上自衛隊の国際法顧問を務める
波多野澄雄（防衛庁防衛研修所戦史室に昭和54年から昭和63年まで勤務）が、戦後の榎本について証言している。

#### 87歳の榎本
87歳の時（昭和52年〈1977年〉頃。榎本は昭和54年〈1979年〉11月30日に満89歳で死去）、東京都渋谷区神山町の自邸で、森史朗（戦史研究家）のインタビューに応じ、山本五十六や堀悌吉との思い出を語った。森は「榎本邸は、戦前に建てられた天井の高い洋館であった。榎本は、痩せぎすで背が高い矍鑠とした老人であり、頭脳は全く衰えていなかった」旨を述べている。

## 栄典
- 従七位（大正5年1月10日）[31]
- 正七位（大正10年5月10日）[32]
- 勲六等[33]
- 正六位（大正13年5月15日）[34]
- 勲五等瑞宝章（大正13年5月31日）[33]
- 勲一等瑞宝章（昭和17年10月13日）[25]